# Klement VII.
Klement VII., vlastním jménem Giulio di Giuliano de Medici (26. května 1478 Florencie – 25. září 1534 Řím), byl papežem v letech 1523–1534; kardinálem pak v letech 1513–1523.
Byl strýcem Kateřiny Medicejské, kterou po smrti jejích rodičů vychovával. Podařilo se mu ji jako čtrnáctiletou provdat (1533) za stejně starého Jindřicha II., pozdějšího francouzského krále. Díky tomuto sňatku zanechali Medicejští významnou stopu ve francouzských dějinách, neboť Kateřina se stala matkou tří posledních králů z linie Valois a na čas také regentkou Francie.

## Život
Narodil se ve Florencii jeden měsíc poté, co byl jeho otec Giuliano de Medici zabit při spiknutí Pazziů. Ačkoliv jeho rodiče neuzavřeli formální manželství, pouze byli zasnoubeni per sponsalia de presenti, skulina v právu umožnila, aby Giulio byl považován za legitimního. Byl synovcem Lorenza Medicejského, jenž ho v mládí vzdělával.
Giulio byl ustanoven rytířem z Rhodu a velkopřevorem z Capuy a po zvolení bratrance Giovanniho de Medici do úřadu papeže jako Lva X. se brzo stal v Římě mocnou postavou. Po vstupu svého bratrance do papežství se stal Giulio jeho hlavním ministrem a důvěrníkem, především při prohlubování zájmů rodiny Medici ve Florencii a arcibiskupem v tomto městě. 23. září 1513 se stal kardinálem a 29. září byl vysvěcen. Měl pověst hlavního ředitele papežské politiky během celého pontifikátu Lva X.

## Papežem
V době dlouhého konkláve po smrti Lva X. v roce 1521 byl považován kardinál Medici za zvláště pravděpodobného kandidáta. Ačkoliv nebyl schopen získat papežství pro sebe nebo svého spojence Alessandra Farnese (oba upřednostňovaní kandidáti císaře Karla V.), měl hlavní slovo při neočekávaném zvolení Hadriána VI., na kterého měl rovněž obrovský vliv při jeho krátkém pontifikátu. Po smrti Hadriána VI. 14. září 1523 Medici konečně uspěl v další papežské volbě (19. listopadu 1523) a přijal jméno Klement VII.
Na papežský trůn si přinesl vysokou reputaci pro své politické schopnosti a ve skutečnosti měl všechny vlastnosti mazaného diplomata. Na druhou stranu byl považován za světáckého a nerozhodného k tehdejším přelomovým událostem, včetně pokračující protestantské reformace.
Papežský úřad převzal v době krize. V severní Evropě se šířila protestantská reformace Martina Luthera. Církev se blížila k bankrotu díky obrovským výdajům předchozích papežů (například Alexandra VI., Julia II, ale také Klementova bratrance Lva X.) na výstavbu papežského sídla. A velké cizí armády, vedené mocnými soupeři – císařem Svaté říše římské Karlem V. a Františkem I. z Francie – napadaly Itálii. Každý z těchto vládců požadoval po papeži Klementovi, aby se přidal na jeho stranu. Navíc do východní Evropy násilně pronikala osmanská vojska vedená Sulejmanem Nádherným.
Při svém nástupu poslal Klement VII. arcibiskupa z Kapuy, kardinála Mikuláše ze Schönbergu, ke králům Francie, Španělska a Anglie, aby mezi nimi zprostředkoval mír. Jeho pokus ale nevyšel.
Jeho váhavá politika mezi Španělskem a Francií, kdy dal nakonec přednost francouzské straně, vedla k Sacco di Roma v roce 1527. Řím byl napaden a vyloupen vojsky císaře Karla V. a papež se dostal do zajetí. Posléze se Klement VII. musel Karlu V. vyplatit ze zajetí a zároveň se musel smířit s okupací části Itálie pod Karlem V.
Zároveň v jeho domovské Florencii v roce 1527 došlo k ovládnutí města republikánskými vzbouřenci a vyhnání Medicejských. V roce 1530 se papežovi podařilo účelovým spojenectvím s Karlem V. dobýt Florencii zpět a navrátit pod kontrolu Medicejských.
V té době musel řešit i rozvod anglického krále Jindřicha VIII. s Kateřinou Aragonskou, tetou Karla V. Papež si v této situaci nemohl dovolit souhlasit s rozvodem, neboť by prohloubil své rozpory se Španělskem. To však vedlo k následné odluce Anglie od katolické církve a k založení Anglikánské církve.
Ke konci svého života dal Klement VII najevo, že se opětovně přiklání k francouzské alianci. Jeho plány spojit rod Medicejských s francouzskou královskou rodinou vedly k zasnoubení jeho neteře Kateřiny Medicejské a Jindřicha II., syna krále Františka I.
V dobách mírových se jako papež projevoval jako velký příznivec umění (nechal nově vyzdobit Sixtinskou kapli) a jako příznivec vzdělání. Významné bylo jeho osobní přijetí Koperníkovy teorie heliocentrismu, na rozdíl od většiny tehdejších (a následujících) katolických a protestantských představitelů (například Martina Luthera a Jana Kalvína).